# Ньквебазавр
Ньквебазавр (лат. Nqwebasaurus) — род тероподных динозавров из клады (инфраотряда) орнитомимозавров, живших во времена раннемеловой эпохи (145,0—132,9 млн лет назад). Типовой и единственный вид — Nqwebasaurus thwazi.
Его ископаемые остатки найдены в Южной Африке в формации Кирквуд, именуемой Ньквеба на родном языке коса. До получения научного названия в честь этого формации был прозван «Кирки».

В сравнении с человеком

Ньквебазавр является самым ранним из известных целурозавров Гондваны и первым целурозавром, открытым и названным в Африке. По мнению авторов, новый род является одним из «наиболее полных и хорошо сохранившихся меловых теропод, описанных до сих пор из тех, что обитали в Африке». Хорошо сохранившийся экземпляр был длинным, трёхпалым и с частично отстоящим большим пальцем на руке («коготь убийцы»), содержал также гастролиты в желудке. Образец около 30 см в высоту и около 90 см в длину, хотя длина его хвоста неизвестна.
Новый материал от голотипа предполагает, что динозавр, вероятно, был растительноядным.
Систематическое положение дискуссионно: авторы описания отнесли род напрямую к группе целурозавров, другие систематики — к инфраотряду Ornithomimosauria, семейству Compsognathidae или надсемейству Alvarezsauroidea.